# カラスタケ
カラスタケ（Polyozellus multiplex）は、担子菌門ハラタケ綱イボタケ目に属し、イボタケ科のカラスタケ属に分類されるキノコの一種である。カラスタケ属は本種のみを含む単型属である。

## 形態
子実体は根元から何度も繰り返し枝を分かち、各枝の先にへら形から扇形あるいはイチョウ形のかさを着け、全体としてマイタケ状またはハボタン状をなし、高さ10-20 cm、径10-30 cm、かさの表面は濃い藍黒色でほとんど平滑、下面は灰白色で粉状を呈し、放射状の低いしわひだ（柄に長く垂生する）を生じ、かさと柄との境界は不明瞭。肉は生育時には柔らかい肉質であるが乾くともろい炭質となり、ヒジキに似た強いにおいがあり、水酸化カリウムの水溶液で黒変する。胞子紋は白色を呈し、胞子は類球形で細かく不規則ないぼを帯び、無色で大きさ4-6×4-6μm、水酸化カリウム水溶液中では暗緑色を帯び、担子器は4個の胞子を着け、シスチジアはない。肉の菌糸はゼラチン化せず、外面に暗青色の色素を沈着し、担子器の基部 や肉を構成する菌糸の隔壁部 にはクランプを備えている。

## 生態
夏から秋にかけ、針葉樹林内（あるいは広葉樹との混淆林）の地上に群生する。広葉樹林内に生えるとする文献 もある。
日本では、シラビソやトウヒの林内 あるいはエゾマツ・トドマツにカンバ類をまじえる林内 で見出されることが多く、石川県下ではアカマツと広葉樹の混淆林で見出された例がある。海外でもトウヒ属（エンゲルマントウヒなど）やモミ属の樹下に発生するという。
当初は地中に埋もれた材から発生する可能性があると推定されていた が、現在では針葉樹の生きた細根と共生して栄養塩を供与しつつ光合成産物を得る外菌根菌の一種であるとみなされている。

## 培養所見
外菌根菌培養で一般的な改変メリン=ノルクランス培地I（ブドウ糖 10 g, 麦芽エキス 3 g, (NH4)2 HPO4 250 mg, CaCl2 50 mg, KH2PO4 0.5 g, MgSO4•7H2O 150 mg, NaCl 25 mg, 1% FeCl3 1.2 mL, チアミン塩酸塩 0.1 mg, 寒天 15 g/1 L）または改変メリン=ノルクランス培地II(ブドウ糖 10 g, KNO3 250 mg, CaCl2 50 mg, KH2PO4 0.5 g, MgSO4•7H2O 150 mg, 塩化ナトリウム 25 mg, 1% FeCl3 1.2 mL/1 L）を用い、子実体の内部組織を分離源として培養することができるが、培地上での子実体形成や無性生殖器官の形成はみられない。
広く担子菌培養に用いられるジャガイモ=ブドウ糖寒天培地（PDA培地: pH=4-7）でも生育する。培養至適温度は20-25 ℃であるという。

## 分類学上の位置づけ
1898年、北アメリカのメイン州で初めて採集され、アンズタケ属（Cantharellus）の一新種として記載され、そのタイプ標本は、ニューヨーク州植物園に収蔵されている。
アンズタケ属に所属させることに疑念を抱き、新属を設けるべきではないかと考える研究者もあった が、その後、再度の採集記録は長きにわたって皆無であった。
のちに、カラスタケを基準種として新属Polyozellusが提唱された が、その後のカナダ（ケベック州、1935年9月8日および1936年7月31日）からの再発見に関するレポート 上でも、なおアンズタケ属の所属種として扱われていた。さらにワイオミングおよびコロラドにまたがるロッキー山脈の山中や、ワシントンおよびオレゴンにかけてのカスケード山脈での観察結果に基づき、Cantharellus clavatus（ラッパタケ）の単なる異常型とみなす説が提言された り、あるいは北アメリカ（コロラド州、1936年夏）からの採集報告 に伴って クロラッパタケ属（Craterellus）に置く意見も出されたりした。
1947年の時点でも、アンズタケ属を、カラスタケのみを含む新節（Polyozellus）を含め五つの節 (Sectio) に分けるにとどまっていた。
その後、胞子が明らかにいぼにおおわれて金平糖状をなす点や、子実体に特殊な色素を含有する点 を根拠として、独立した一属として認められる とともに、さらにイボタケ科 (Thelephoraceae) に転属されることとなり、その科内に新たに設立されたカラスタケ連（Tribe Polyozelleae Imazeki）に分類された。前後して、カラスタケをイボタケ科の基準属であるイボタケ属（Thelephora）に置く見解もおおやけにされた が、イボタケ属の菌では子実体が強靭な革質で、乾いてももろい炭質とはならない点が重視され、現代ではカラスタケ属を独立させるのがほぼ定説となっている。
日本では、1920年9月5日に霧島山で採集されたのが最初 である。この標本は初めは子嚢菌と誤られ、Phyllocarbon Yasudai Lloydという新属新種として発表された が、この学名は、現在ではカラスタケの異名として扱われている。

## 分布
日本では、北海道 から九州 までの地域で分布が確認されている。
海外では、北アメリカ・カナダ.・韓国 および中国
 からの記録があるが、それ以外の地域からは、現在までのところは知られていない。

## 食・毒性
食用になるが、ヒジキのような独特なにおいがあり、また黒色の色素（後述）を多量に含むこともあって、どんな料理にでも使えるとはいえない。煮込みや天ぷらにするほか、さっと湯がいて油炒めやピクルス・和え物などにする。韓国でも食用きのことして扱われているという。

## 子実体の含有成分

ポリオゼリンの分子構造

### ポリオゼリン
生のカラスタケ子実体をメタノールで抽出（70 ℃, 3時間）し、さらに乾固して得たエキスを、ベンゼンとクロロホルムおよび酢酸エチルで分配し、酢酸エチル相を減圧乾固させた後、酢酸エチルで洗浄する。これをメタノール懸濁液とし、遠心分離（3,000 g×5分間）してから沈殿物を除去し、さらに上澄みを減圧濃縮し、Senshu Pak ODS HPLC（エタノール:水=65:10-1%酢酸添加）で精製すれば得られる。
濃緑色の粉状物で、245 ℃で分解する。ジメチルスルホキシドやピリジンおよび酢酸エチルに可溶、メタノールおよびエタノールに僅かに溶け、塩化メチルや n-ヘキサンあるいはベンゼンや水には溶けず、UVスペクトルはジヒドロテレフォール酸の構造を示唆し、分子式 C22H14O10，6,12-ジアセトキシ-2, 3, 8, 9-テトラヒドロキシベンゾ［1, 2-b;b4, 5-b’］ビスベンゾフランの構造を持ち、エンドペプチダーゼに対して阻害活性を示す。
子実体からジオキサンによって抽出することもでき、塩酸などによる加水分解を経てテレフォール酸が誘導される。シトクロムP450に対して阻害活性を有する。プロリルエンドプロテアーゼの阻害活性を示すが、大腸菌やサルモネラ菌・シュードモナス・黄色ブドウ状球菌・カンジダ菌などに対する抗菌活性はない。いっぽうで、マウスの肝ガン細胞におけるフェーズ 2 酵素やヒトの骨髄性白血病細胞の分化を誘導する性質もあるという。

### テレフォール酸
乾燥した子実体をアセトンで抽出し、エキスを冷却してマンニットなどの不純物を分離除去した後、エーテルに可溶性の部分を除く。さらに石油エーテルで洗浄し、ピリジンから再結晶を行うことで、過マンガン酸カリウムに似て若干の金属光沢をもつ黒紫色の稜柱状結晶を単離することができる。
融点は不明であるが350 ℃ 以下では熔融せず、水および多くの有機溶媒には不溶（メタノール・エタノール・アセトンには温時には僅かに溶け、淡い赤ブドウ酒色になり、温めたピリジンには容易に溶解して赤ブドウ酒色を呈し、これに水を加えるとただちに青色に変化する）である。濃い水酸化ナトリウムには不溶、稀薄な水酸化ナトリウムや炭酸ナトリウムおよびアンモニア水にはわずかに溶解して青色溶液となり, 後に暗緑色となる。濃塩酸では変色せず、濃硝酸では橙黄色、濃硫酸では濃い藍色を呈する。吸収極大は495 nmにある。
三重県産のカラスタケを材料とした実験例では、子実体乾燥品に対する収率は2.3%で、元素分析や誘導体合成実験の結果からテレフォール酸と同定された。構造式は、2,3,8,9-テトラヒドロキシビス（1,2-b: 4,5b')ベンゾフラン-6,12-キノンである。カラスタケに近縁であるとされるケロウジやコウタケ、シシタケなどからも分離されており、広義のイボタケ科（現代では分子系統学的知見も加味し、マツバハリタケ科と狭義のイボタケ科とに分割されている）に属する菌類の子実体には普遍的に含有されるといわれている。一方、カラスタケとは直接的な形態的類似性を持たないカワラタケ や、ツメゴケ科のカブトゴケ属に置かれる複数の地衣類（Lobaria retigera [Bory] Trevis. var. retigera チヂレカブトゴケモドキ、Lobaria pulmonaria Hoffm. f. hypomela Crom. クロズジカブトゴケなど）などからも見出されている。
ポリオゼリンの加水分解によって生合成されるとされており、ポリオゼリンと同様に、シトクロムP450ファミリーのうちの9種（CYP1A2、CYP2A6, CYP2B6、CYP2C8、CYP2C、CYP2C19、CYP2D6、CYP2E1およびCYP3A4)）に対する阻害活性を示すことが報告されている。

### キナプシン12
風乾したカラスタケ菌体をメタノールで抽出したのちに酢酸エチルで分配し、ついで酢酸エチル層をメタノールに懸濁したものをシリカゲルカラム（分配相はジクロロメタン+メタノール）で精製、中位のフラクションをさらにジクロロメタン＋メタノールで留出する。フラクションごとに、各種のキナプシン類が得られる。
一例として、中位のフラクションを採り、さらにヘキサン+酢酸エチル+酢酸で分配したのち、Lobar-PR18カラムを用い40-60%メタノールを通して精製すればキナプシン12を得る。風乾した子実体に対する収量は0.0016%程度である。分子式C22H18O8の暗褐色粉末で，融点は184-185℃である。2,5-ジアセトキシル-3,6-ジ［p-ヒドロキシフェニル］ヒドロキノンと同定される。
キナプシン12、および同じくカラスタケ子実体から単離されたキナプシン9 やキナプシン24 はプロリルエンドプロテアーゼに対する阻害活性を有し、アルツハイマー型認知症の緩和・治癒に応用できる可能性がある。なお、キナプシン24については全合成もなされている。

## 和名・学名および海外での呼称
和名は「烏茸」の意で、この菌の生品について詳しく報告した今関六也による命名であるという。地方ではカラスマイタケ、ツチマイタケ、ヒジキマイタケとも呼ばれている。
属名Polyozellusは「たくさんの枝」 を意味し、種形容名のmultiplexは「何重にも重なる」の意である。
英語圏ではBlue chanterelle（青いアンズタケの意）あるいはClustered blue chanterelle（意訳すれば「株立ち青アンズタケ」の意）の名がある。なお、中国では「簇扇菌」の名で呼ばれている。